# 广东农林学院
广东农林学院，是一所农林类本科大学，1970年由华南农学院和中南林学院合并建校，被列为农林类9所全国重点大学之一，1978年两校拆分，主体保留为华南农学院，两校继续独立办学，即现在的华南农业大学和中南林业科技大学。学校现已不存在。